# مرسيدس ألفاريز
مرسيدس ألفاريز (بالإسبانية: Mercedes Álvarez)‏ (و. 1966  م) هي صانعة أفلام، وسينيمائية، ومخرجة، وكاتبة سيناريو، ومخرجة أفلام إسبانية، ولدت في الديالسينيور.

## وصلات خارجية
- مرسيدس ألفاريز على موقع IMDb (الإنجليزية)
- مرسيدس ألفاريز على موقع تيرنر كلاسيك موفيز (الإنجليزية)
- مرسيدس ألفاريز على موقع قاعدة بيانات الفيلم (الإنجليزية)
- مرسيدس ألفاريز في قاعدة بيانات الأفلام على الإنترنت